# Drepananthus pahangensis
Drepananthus pahangensis är en kirimojaväxtart som beskrevs av Murray Ross Henderson. Drepananthus pahangensis ingår i släktet Drepananthus och familjen kirimojaväxter. Inga underarter finns listade i Catalogue of Life.